# Археологическая летопись Южной России
Археологическая летопись Южной России — часопис, заснований Миколою Біляшівським. Видавався за його редагуванням спочатку як додаток до «Киевской старины» (1899—1901), згодом (1903–1905) як самостійне видання. Відіграв значну роль у розвитку археологічної науки, історичного краєзнавства. В його роботі брали участь відомі історики, археологи, мистецтвознавці, етнографи, діячі культури та освіти, краєзнавці-аматори. Крім самого Біляшівського, тут друкували свої статті Володимир Антонович, Карл Болсуновський, М. Грушевський, Віктор Данилевич, Г. Павлуцький, Володимир Перетц, Орест Фотинський, Вікентій Хвойка, Федір Штейнгель та інші. Матеріали часопису, присвячені підготовці археологічних з’їздів, результатам розкопок і випадкових знахідок, сприяли налагодженню систематичних археологічних обстежень регіонів України, координації зусиль фахівців у цій галузі. Чимало місця на його сторінках було відведено проблемам охорони пам’яток старовини, діяльності найзначніших наукових і краєзнавчих товариств та архівних комісій, оглядам колекцій музеїв і приватних збірок. У бібліографічних розділах містилася багата інформація про видання зазначених інституцій, наукові праці й розвідки відомих дослідників вітчизняної історії та культури.